# Santísima Trinidad
Il vascello spagnolo Santísima Trinidad, il cui nome completo era Nuestra Señora de la Santísima Trinidad, da non confondere con la Santísima Trinidad y Nuestra Señora del Buen Fin, fu un vascello a quattro ponti da 120 cannoni della Armada Española della seconda metà del XVIII secolo. Varata nel 1769, tra il 1795 ed il 1796 i cannoni furono aumentati a 136 unità.

## Progetto
Costruito nell'arsenale dell'Avana a Cuba fu varato il 3 marzo 1769, dopo ben 4 anni di duro lavoro, su disegno di un irlandese, Matthew Mullan. Inizialmente si presentava come un vascello a tre ponti con 120 o, secondo altre fonti, 116 pezzi di artiglieria. I disegni originali non sono conservati, ma si stima fosse lungo m 61,40 (o 59,53). Fu superato in grandezza dalle nuove navi francesi da 120 cannoni della classe Océan (tra cui celebre L'Orient) varate a partire dal 1790. Nel 1795 ricevette una batteria supplementare di cannoni da otto libbre, alloggiata in un quarto ponte creato congiungendo il castello di prua a quello di poppa, il che ne fece l'unico quattro ponti al mondo. L'armamento fu portato così a 144 pezzi (che però furono spesso ridotti a 130 o 136 per ridurre il peso dei ponti superiori). Solo un'altra nave da guerra, la statunitense Pennsylvania, sarebbe stata, molti anni dopo, costruita con quattro ponti. Dopo le modifiche la sua lunghezza salì a 63,36 m.
Il ponte supplementare gravato di artiglierie ne influenzò negativamente le capacità veliche, il che le valse il soprannome di El Ponderoso. Altri soprannomi più ufficiali, come  El Escorial de los mares facevano riferimento alla grandezza e alla potenza del suo armamento ed equipaggio (1071 marinai e 25 mozzi). Le artiglierie furono presto ridotte a 130 o 134 pezzi, il che ne faceva comunque il più formidabile vascello in servizio.

## Servizio
Partecipò da protagonista alle vicende delle guerre napoleoniche, seguendo le ondivaghe sorti della Spagna, prima alleata della Francia, poi della Gran Bretagna.
Sfuggì alla cattura nella battaglia di Capo San Vincenzo il 14 febbraio 1797, nonostante avesse in un primo momento abbassato la propria insegna, in seguito ai gravi danni subiti in seguito al fuoco concentrico delle navi inglesi Blenheim (90), Orion (74), Irresistible (74) e Excellent (74). Infatti venne soccorsa da altre navi spagnole che giunsero al punto di minacciare di aprire il fuoco se la Santísima Trinidad, che era la nave ammiraglia, non avesse rialzato i propri colori. Gravemente rallentata dai danni subiti riuscì infine a salvarsi nella rada di Cadice.
Venne affondato durante la Battaglia di Trafalgar (21 ottobre 1805). Nave di bandiera del contrammiraglio (jefe de escuadra) Baltasar Hidalgo de Cisneros, si trovò coinvolta nella micidiale mischia intorno alla nave ammiraglia francese Bucentaure e dopo una dura lotta, disalberata, si arrese al capitano Thomas Fremantle, della Neptune. Presa a rimorchio, imbarcando acqua e incapace di manovrare, affondò nella tempesta che si scatenò poco dopo la battaglia, il 22 ottobre.

## Repliche
In Spagna al porto di Alicante (molo 4) è presente una pur molto scadente riproduzione del vascello ancorato sul quale è possibile salire e al suo interno è stato creato un bar/ristorante.

## Curiosità
La Santìsima Trinidad appare nei videogiochi: Napoleon:Total War, nella battaglia di Trafalgar;
e in pirati dei Caraibi, a pagamento.